# Jacob Erik Holm
Jacob Erik Holm (ur. 10 kwietnia 1895 r. w Kopenhadze, zm. 25 czerwca 1949 r. tamże) – duński wojskowy (porucznik), prawnik i nazistowski działacz polityczny, podczas II wojny światowej oficer Korpusu Schalburga.

## Życiorys
Służył w armii duńskiej, dochodząc do stopnia Premierløjtnanta. 1 lipca 1923 r. został przeniesiony do rezerwy, po czym rozpoczął studiować prawo. Od września 1931 r. był adwokatem w Roskilde. W 1938 r. wstąpił do Narodowosocjalistycznej Duńskiej Partii Robotniczej (DNSAP) Fritsa Clausena. Po zajęciu Danii przez wojska niemieckie 9 kwietnia 1940 r., podjął kolaborację z okupantami. W styczniu 1941 r. wraz z kilkoma innymi działaczami DNSAP przeszedł do nowo powstałej efemerycznej partii Den Danske Front. 12 marca tego roku wstąpił ochotniczo do armii duńskiej. W grudniu 1943 r. został członkiem Korpusu Schalburga, dostając stopień kapitana. 6 stycznia 1944 r. uczestniczył w zabójstwie lekarza z miejscowości Slagelse, podejrzanego o współpracę z ruchem oporu. Przygotowywał się też do drugiego zamachu, do którego ostatecznie nie doszło. Po zakończeniu wojny został aresztowany i uwięziony. 14 listopada 1947 r. po procesie skazano go na karę śmierci, wykonaną 25 czerwca 1949 r.